# Stichting Internet Domeinregistratie Nederland
De Stichting Internet Domeinregistratie Nederland (SIDN) is een registry en beheert sinds 1996 de domeinnamen voor het topleveldomein .nl (dat wil zeggen, alle domeinnamen die eindigen op .nl). Voor 1996 was deze functie aan het Centrum voor Wiskunde en Informatica (CWI) gedelegeerd.
De initiatiefnemers van SIDN zijn Boudewijn Nederkoorn (SURFnet), Ted Lindgreen (NLnet) en Piet Beertema (CWI).
Domeinnamen worden geregistreerd in het domeinnaamregistratiesysteem, maar daarnaast is SIDN ook verantwoordelijk voor de publicatie van de .nl-zonefile in het DNS (tegenwoordig met een interval van 30 minuten). Daartoe exploiteert zij een aantal eigen name servers (alle zowel op IPv4 als IPv6 bereikbaar) en zijn er samenwerkingsverbanden met andere partijen, onder meer op het gebied van DNS anycast. Sinds 23 augustus 2010 is de .nl-zonefile voorzien van DNSSEC. Inmiddels is meer dan de helft van alle .nl-domeinnamen hiervan voorzien.
Naast het beheer van het .nl-domein ontplooit SIDN nog andere activiteiten. Zo levert zij de registrydiensten van het topleveldomein .amsterdam (waar de Gemeente Amsterdam formeel de registry van is), politie en het Arubaanse topleveldomein .aw. In september 2014 werd SIDN fonds opgericht. Via dit onafhankelijke fonds worden veel projecten ondersteund die het internet sterker moeten maken. Een ander belangrijk onderdeel vormt SIDN Labs, het researchteam van SIDN dat toegepast onderzoek uitvoert naar een veiliger en weerbaarder internetinfrastructuur. Sinds 2019 is SIDN samen met de stichting Privacy by Design de drijvende kracht achter het privacyvriendelijke identiteitsplatform IRMA. IRMA, dat staat voor I Reveal My Attributes, biedt een oplossing om op een privacyvriendelijke manier in te loggen bij organisaties, waarbij de gebruiker niet meer gegevens deelt dan nodig is.

## Geschiedenis
Op 25 april 1986 werd het .nl topleveldomein als eerste country code top level domain (ccTLD) aan een instantie buiten de USA uitgegeven. Dit vond plaats in het Centrum voor Wiskunde en Informatica (CWI) door Piet Beertema.
In de eerste jaren na de toezegging werd de focus vooral gelegd op de ontwikkeling van systemen, regelgeving en procedures en werd de basis gelegd voor het hedendaagse SIDN. Door de groei en toename van het aantal .nl-domeinnamen werd het voor CWI onmogelijk om de Nederlandse domeinnamen te blijven behandelen en exploiteren. Hiertoe besloot Piet Beertema van CWI om samen met een aantal ISP’s de Stichting Internet Domeinregistratie Nederland op te richten, 10 jaar na toezegging van het landendomein .nl.
Sinds 2003 kunnen ook particulieren een .nl-domeinnaam registreren en was dit recht niet langer alleen aan bedrijven en organisaties voorbehouden. Het markeert het begin van een ongekende stijging van het aantal .nl-domeinnamen. Van ruim 1 miljoen .nl’s in 2003 groeide dit naar 4 miljoen in 2010, naar 5 miljoen in 2012 en in 2020 werd de grens van 6 miljoen .nl-domeinnamen gepasseerd. Dat maakt het .nl-domein een van meest succesvolle landendomeinen ter wereld.

## SIDN Labs
SIDN Labs is het researchteam van SIDN. Het doel van SIDN Labs is het verder verhogen van de betrouwbaarheid van de internetinfrastructuur voor Nederland, Europa en de wereld. Dit doet SIDN Labs door middel van toegepast technisch onderzoek, zoals grootschalige internetmetingen en het ontwikkelen van prototypes van nieuwe internetsystemen. Het team maakt de onderzoeksresultaten publiek beschikbaar en geschikt voor verschillende doelgroepen, met bijzondere aandacht voor de specifieke operationele uitdagingen van .nl en SIDN. SIDN Labs werkt veel samen met universiteiten, andere infrastructuuroperators en onderzoekslabs om hen vooruit te helpen, nieuwe ideeën op te doen en zo gezamenlijk de betrouwbaarheid van de internetinfrastructuur te vergroten.

## SIDN fonds
Het SIDN fonds is een onafhankelijk fonds met als doel om bij te dragen aan het vergroten van de waarde van het internet voor de maatschappij en de economie.  Er wordt geïnvesteerd in projecten met maatschappelijke meerwaarde, die bijdragen aan een sterker internet, de gebruiker meer mogelijkheden bied of die het internet op een vernieuwende manier inzetten.

## SIDN BV
Sinds 1 januari 2023 heeft de stichting SIDN de operatie van de registry ondergebracht in een BV., waarvan de stichting 100% aandeelhouder is.

## Zelfregulering
Vanaf de oprichting van SIDN en de voorloper hiervan onder toezicht van CWI hebben de registratieprocedures plaatsgevonden zonder directe betrokkenheid van de overheid. Dit heeft geleid tot een zelfregulering op basis van zelforganisatie door betrokkenen, de totstandkoming van SIDN.
Vanwege de grote groei en toename van het aantal .nl-domeinnamen besloot de Nederlandse overheid de activiteiten van SIDN actiever te gaan volgen. Dit had tot gevolg dat de regering in 1998 aankondigde om de zelfregulering van SIDN te toetsen. Deze toetsing werd toegepast volgens de nota Wetgeving voor de Elektronische Snelweg. Deze toetsing werd in april 2000 door het Directoraat-Generaal Telecommunicatie en Post (DGTP) van het Ministerie van Verkeer en Waterstaat uitgevoerd. De toetsing werd op 6 juli 2001 als nota in het kabinet behandeld.
In 2018 werd SIDN onder de Wet Beveiliging Netwerk- en Informatiesystemen aangewezen als Aanbieder van Essentiële Diensten. Sindsdien staat de organisatie onder toezicht van Agentschap Telecom.